# Прицаново
Прицаново (пол. Prycanowo) — село в Польщі, у гміні Ружан Маковського повіту Мазовецького воєводства.
Населення — 57 осіб (2011).
У 1975—1998 роках село належало до Остроленцького воєводства.

## Демографія
Демографічна структура станом на 31 березня 2011 року:
|          | Загалом | Допрацездатний вік | Працездатний вік | Постпрацездатний вік |
| -------- | ------- | ------------------ | ---------------- | -------------------- |
| Чоловіки | 23      | 2                  | 13               | 8                    |
| Жінки    | 34      | 3                  | 18               | 13                   |
| Разом    | 57      | 5                  | 31               | 21                   |